# فاروق أحمد سيد (رياضي)
فاروق أحمد سيد (10 ديسمبر 1970)، رياضي سابق من اليمن الجنوبي، شارك في الألعاب الأولمبية الصيفية لعام 1988 في سباق 5000 متر رجال، واحتل المركز 18 في التصفيات وفشل في التقدم. 